# Hodiny Posledního soudu

V lednu 2025 byla minutová ručička posunuta na 89 sekund před půlnoc

Hodiny Posledního soudu jsou symbolické hodiny, které reprezentují odpočet k možné globální katastrofě. Od roku 1947 je tento symbol průběžně aktualizován redakcí časopisu Bulletin of the Atomic Scientists. Čím je minutová ručička hodin blíže půlnoci, tím je svět zranitelnější vůči globální katastrofě. O umístění ručičky na hodinách rozhoduje výbor složený z odborníků na fyziku, ekologů a 15 nositelů Nobelových cen. Původně hodiny visely v kanceláři časopisu na Chicagské univerzitě a reprezentovaly nebezpečí jaderné války, avšak od roku 2007 také reflektují nebezpečí plynoucí ze současné klimatické změny a nového vývoje v oblasti biologie a technologií, který může lidstvu způsobit nenapravitelné škody. Nejdále od zkázy – 17 minut – bylo lidstvo v roce 1991, naopak nejblíže – 89 sekund – v roce 2025.

## Symbolické změny času
Během studené války, v roce 1947, začaly hodiny původně ukazovat 7 minut před půlnocí a následně byly posouvány dopředu nebo dozadu podle toho, jak se měnila pravděpodobnost globálního jaderného konfliktu. Nastavování hodin je vyhrazeno vědecké a bezpečnostní radě časopisu Bulletin of the Atomic Scientists, zároveň je přílohou k eseji publikované ve zmíněném časopisu. Rada se schází dvakrát ročně, hodiny tak nejsou nastavovány v reálném čase a nereagují na aktuální krize, jakou byla například Karibská krize v roce 1962, která byla vyřešena dříve, než ji mohla rada patřičně reflektovat.

| Rok  |  | Čas do půlnoci (min) | Změna | Důvod |
| ---- |  | -------------------- | ----- | --- |
| 1947 |  | 7                    | —     | Původní nastavení Hodin Posledního soudu. |
| 1949 |  | 3                    | −4    | Sovětský svaz poprvé otestoval jadernou zbraň a odstartoval tak závody ve zbrojení. |
| 1953 |  | 2                    | −1    | Spojené státy a Sovětský svaz provedly termonukleární testy během dvou měsíců po sobě. |
| 1960 |  | 7                    | +5    | V reakci na zvýšenou vědeckou spolupráci a veřejné porozumění problematice jaderných zbraní. Spojené státy a Sovětský svaz kooperovaly, vyhnuly se vzájemné konfrontaci v rámci regionálních konfliktů jako Suezská krize v roce 1956. Vědci z různých zemí pomohli s ustanovením Mezinárodního geofyzikálního roku, série světově koordinovaných vědeckých setkání mezi vědci ze Spojených států a Sovětského svazu, a Pugwashské konference o vědě a světových záležitostech, která umožnila vzájemný kontakt mezi americkými a sovětskými vězni. |
| 1963 |  | 12                   | +5    | Spojené státy a Sovětský svaz podepsaly Dohodu o částečném zastavení jaderných testů, která omezovala jaderné testy v atmosféře. |
| 1968 |  | 7                    | −5    | Zvýšení role Spojených států ve válce ve Vietnamu, druhá indicko-pákistánská válka v roce 1965 a šestidenní válka. Francie a Čína, dva národy které nepodepsaly Dohodu o částečném zastavení jaderných testů, získaly jaderné zbraně a staly se tak součástí globálních jaderných závodů. |
| 1969 |  | 10                   | +3    | Všechny národy světa, kromě Indie, Izraele a Pákistánu, podepsaly Smlouvu o nešíření jaderných zbraní. |
| 1972 |  | 12                   | +2    | Spojené státy a Sovětský svaz podepsaly dohody SALT a ABM. |
| 1974 |  | 9                    | −3    | Indie provedla svůj první jaderný test, jednání o druhé dohodě SALT se zasekly. Spojené státy a Sovětský svaz modernizovaly jaderné hlavice |
| 1980 |  | 7                    | −2    | Rozhovory mezi Američany a Sověty skončily se začátkem Sovětské války v Afghánistánu. Kvůli níž Senát Spojených států amerických zamítl ratifikovat dohodu SALT II. |
| 1981 |  | 4                    | −3    | Hodiny upraveny na počátku roku 1981. Na probíhající sovětskou válku v Afghánistánu reagovaly USA jaderným zbrojením. Prezident Jimmy Carter vyhlásil bojkot olympijských her v Moskvě v roce 1980. Carterova administrativa zvažovala možnost vítězství v jaderné válce. Ronald Reagan se stal prezidentem, zrušil rozhovory o redukci jaderných zbraní se Sovětským svazem, a tvrdil, že Spojené státy ukončí studenou válku tím, že ji vyhrají. Napětí mezi USA a Sovětským svazem přispívalo k hrozbě jaderného vyhlazení.                      |
| 1984 |  | 3                    | −1    | Další eskalace napětí mezi USA a Sovětským svazem – probíhající sovětská intervence v Afghánistánu prohloubila studenou válku. Americké střely středního doletu Pershing II a střely s plochou dráhou letu byly dopraveny do západní Evropy. Ronald Reagan se snažil vyhrát studenou válku zintenzivněním závodů ve zbrojení mezi supervelmocemi. Sovětský svaz a jeho spojenci bojkotovali olympijské hry v Los Angeles v roce 1984. |
| 1988 |  | 6                    | +3    | V prosinci 1987, se hodiny posunuly o tři minuty zpět, poté co USA a sovětský svaz podepsaly dohodu zakazující balistické rakety středního doletu. |
| 1990 |  | 10                   | +4    | Pád berlínské zdi a železné opony znamenal přiblížení se konci studené války. |
| 1991 |  | 17                   | +7    | Sovětský svaz a USA podepsaly dohodu START I. 26. prosince 1991 se Sovětský svaz rozpadl (Minutová ručička byla nejdále od půlnoci.) |
| 1995 |  | 14                   | −3    | Světové výdaje na vojenství zůstaly trvale na úrovni studené války. Panovaly obavy o postsovětské jaderné odzbrojení. |
| 1998 |  | 9                    | −5    | Indie a Pákistán provedli v těsném sledu jaderné testy, aby demonstrovali vzájemné nepřátelství. Rusko a USA se dostaly do problému s likvidací jaderného arzenálu. |
| 2002 |  | 7                    | −2    | Nedostatečný pokrok ve světovém odzbrojení. Spojené státy odmítly sérii dohod o kontrole zbrojení a oznámily záměr odstoupit od dohody ABM. Panovaly obavy z možnosti teroristického jaderného útoku kvůli celosvětově velkému množství nezabezpečeného jaderného materiálu. |
| 2007 |  | 5                    | −2    | Severní Korea provedla jaderný test; Íránský jaderný program; obnovený americký důraz o vojenském použití jaderných zbraní; nedostatečné zabezpečení jaderného materiálu; pokračující přítomnost 26 000 jaderných zbraní v Rusku a USA. Po vyhodnocení hrozeb, které přináší lidské civilizaci, byla klimatická změna přidána vedle možnosti jaderného vyhlazení na seznam největších ohrožení lidstva. |
| 2010 |  | 6                    | +1    | Světová spolupráce na snížení jaderných arzenálů a snaha limitovat dopady klimatické změny. Nová dohoda START byla ratifikována Ruskem a USA, existovaly další plány na spolupráci v této oblasti. Klimatická konference v Kodani 2009 vyústila v dohodu mezi industrializovanými a rozvojovými národy na schodě o odpovědnosti za emise uhlíku a ve snaze limitovat globální oteplení pod 2 °C. |
| 2012 |  | 5                    | −1    | Nedostatek globální akce proti klimatické změně, skladům jaderných zbraní, potenciálním lokálním jaderným konfliktům a jaderné bezpečnosti. |
| 2015 |  | 3                    | −2    | Znepokojení nad pokračujícím nedostatkem politické akce proti klimatické změně, modernizace jaderného arzenálu ze strany Ruska a USA a problém jaderného odpadu. |
| 2017 |  | 2,5                  | −0,5  | Růst nacionalismu, komentáře amerického prezidenta Donalda Trumpa k jaderným zbraním, nebezpečí obnovení závodů v jaderném zbrojení mezi USA a Ruskem, a nedůvěra ve vědecký konsenzus ohledně klimatické změny mezi členy Trumpovy administrativy. |
| 2018 |  | 2 (120 s)            | −0,5  | Selhání světových vůdců jednat proti hrozbě jaderné války a klimatické změny. Hodiny se půlnoci přiblížily nejblíže od roku 1953. |
| 2020 |  | 12⁄3 (100 s)         | −1⁄3  | Selhání světových vůdců jednat proti zvyšující se hrozbě jaderné války, reprezentované vypovězením Smlouvy o likvidaci raket středního a krátkého doletu mezi Ruskem a Spojenými státy stejně jako zvýšené napětí mezi USA a Íránem a pokračující neschopnost potlačit klimatické změny. Jde o nejbližší přiblížení k půlnoci přesahující ta z roku 1953 a 2018. |
| 2023 |  | 1,5 (90 s)           | −1⁄6  | Čas do půlnoci se „zkrátil zejména, ale nikoliv výlučně, kvůli ruské invazi na Ukrajinu a zvýšenému riziku jaderné eskalace“. Dalšími důvody jsou klimatická krize, „proud dezinformací o laboratořích na výrobu biologických zbraní na Ukrajině“, testování raket Severní Koreou, obohacování uranu Íránem, časté nehody v biologických laboratořích nebo pokračující šíření covidu-19. |
| 2024 |  | 1,5 (90 s)           | 0     | Čas do půlnoci se nezměnil, zejména díky válce na Ukrajině a stále vyvinutější umělé inteligenci. Dalšími důvody jsou klimatická krize, hrozba atomové války či stále větší hrozba biologických zbraní. |
| 2025 |  | 129⁄60 (89 s)        | −1⁄60 | Čas do půlnoci se zkrátil o 1 sekundu kvůli pokračující válce na Ukrajině, krizi na Blízkém východě, šíření jaderných zbraní, biologickým hrozbám, pokročilým technologiím a změně klimatu. |